# Маккорти, Джейсон
Джейсон Маккорти (род. 13 августа 1987) — американский футболист, корнербек клуба по американскому футболу «Нью-Ингленд Пэтриотс» в Национальной футбольной лиге. Маккорти был выбран «Титанами» в 6-м раунде под общим 203-м номером на драфте НФЛ 2009 года. Играл в футбол в Ратгерском колледже.

## Карьера в колледже
Джейсон Маккорти выступал 3 года в качестве корнербека за команду Ратгерского университета, где он учился информационным технологиям.
Закончил карьеру 148 подкатами, 2 перехватами, 20 проходами взломом, занял второе место в Большом Востоке, вернувшись в кикофе в качестве сениора. Его брат-близнец Девин начал вместе с ним в качестве защитника в Rutgers.
Окончил Ратгерский колледж, получив степень бакалавра в области информационных технологий.

## Профессиональная карьера
Маккорти был выбран в 6-м раунде драфта НФЛ 2009 в «Теннесси Тайтенс», которые подписали с ним контракт. Он был вторым игроком из Ратгерса, которого «Теннесси Тайтенс» выбрали после первого раунда с Кенни Бритт. McCourty сделал свой первый старт 2 октября против «Джэксонвилл Джагуарс» в место травмированного Кортленда Финнегана. Маккорти сделал свой первый карьерный перехват против «Нью-Йорк Джайентс» на 3 неделе из сезона НФЛ 2010.
Он подписал шестилетний, $43 млн контракт с гарантированными 20 миллионами долларов 23 августа 2012 года.
Маккорти был назван вторым капитаном в течение сезона 2015 года. 16 ноября 2015 года он был переведён в резерв команды в связи с травмой паха, которая требует хирургического вмешательства.

## Вне футбола
C 25 июлz 2022 года - ведущий программы "Good Morning Football" на NFL Network
.

## Личная жизнь
Брат-близнец Девин Маккорти также игрок в американский футбол. Братья Маккорти входят в число 12 пар спортсменов — близнецов за всю историю НФЛ и являются одними из трех ныне играющих пар двойняшек.
В 2011 году Девин и Джейсон снимались в рекламе какао-масла Палмера.